# Cabaña de Rojas

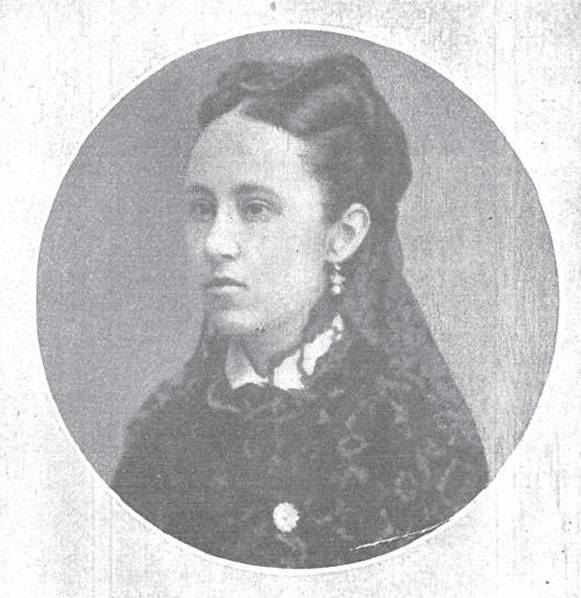
Mª Asunción Ramírez de Haro y Crespi de Valdaura (XII condesa de Bornos).

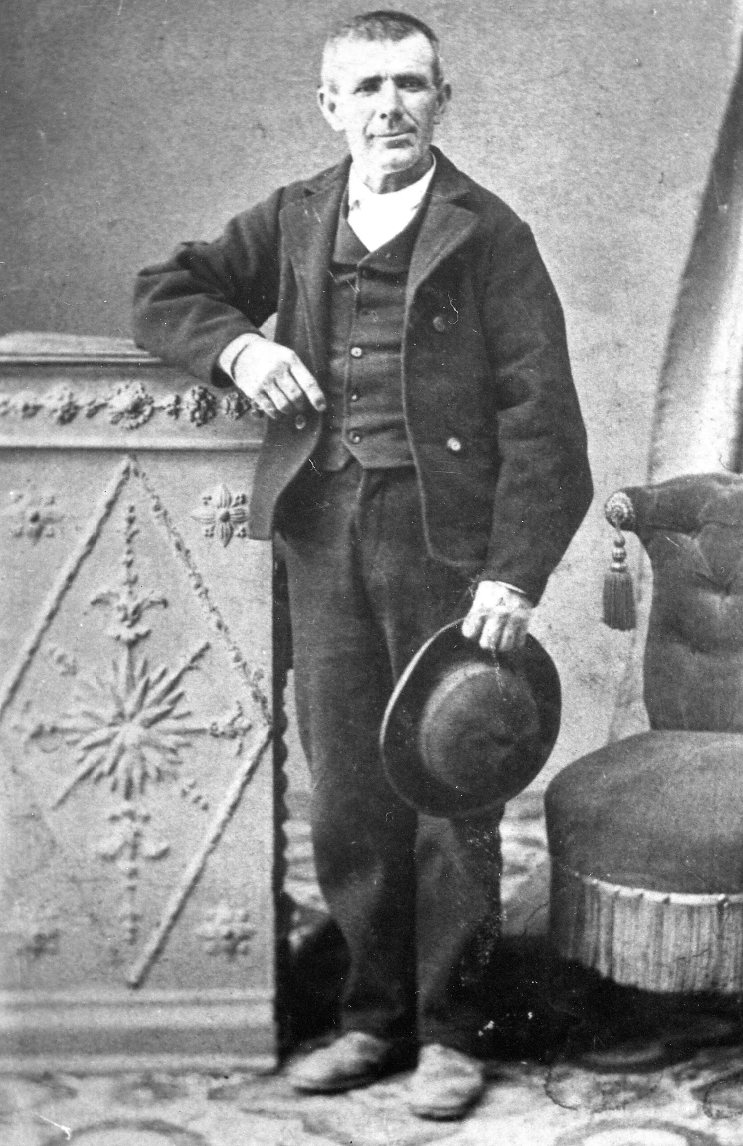
Francisco Fernández Rodríguez, El Rollo. Famoso mayoral de la cabaña de Rojas.

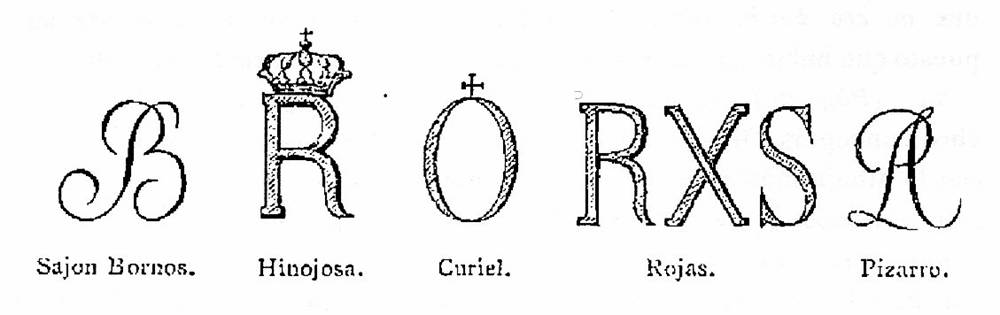
Hierros con los que estaban marcadas las ovejas de la cabaña de Rojas según su procedencia.

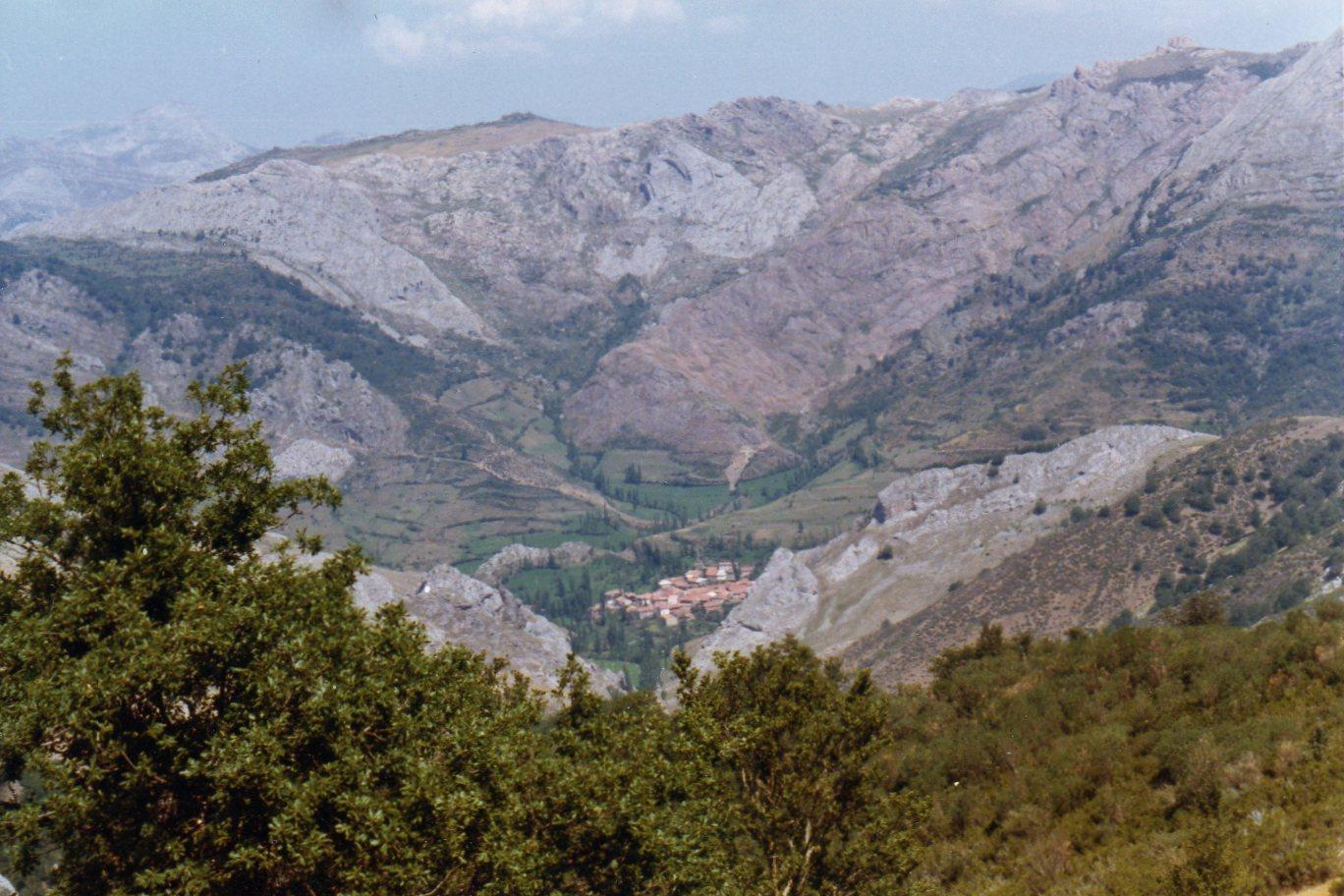
Remolina, un pueblo entre montañas, muy ligado a la cabaña de Rojas.

La cabaña de Rojas –también denominada ocasionalmente como cabaña de Villariezo, de Pizarro y, sobre todo, cabaña de Bornos, en función del título de su propietario en el momento– fue una importante cabaña ganadera española de ovejas merinas trashumantes durante los siglos XVIII, XIX y XX.

## Propietarios
La cabaña fue fundada en 1763 por Bernardo de Rojas y Contreras, marqués de Villanueva de Duero, fijando en 20.000 el número de cabezas. Fueron sus siguientes propietarios Francisco Javier de Rojas y del Hierro, Mercedes de Rojas y Tello, Asunción Belvis de Moncada y Rojas –heredó la cabaña de Rojas de su madre y la cabaña de Pizarro de su padre, Valentín Belvis de Moncada–, Manuel de Jesús Ramírez de Haro –XI conde de Bornos–, María Asunción Ramírez de Haro y Crespí de Valldaura –XII condesa de Bornos–, herederos de Rodrigo Vélez Ladrón de Guevara –conde de Guevara–, y Majalcas de Béjar.
La cabaña fue heredándose de padres a hijos, hasta la muerte de la XII condesa de Bornos en 1915, sin descendencia. Por sentencia judicial, al dar validez al testamento otorgado en sus últimas horas de vida, la cabaña de Bornos dejó de pertenecer a la familia –que sólo heredó los títulos– pasando a ser propiedad de los herederos del conde de Guevara, que vendieron la cabaña hacia 1940 a los Majalcas, laneros de Béjar. Desapareció en los años cincuenta del siglo XX como muchas otras cabañas de ovejas merinas.

## Mayorales y pastores
La cabaña de Rojas tuvo una gran relación con el pueblo de Remolina, de donde fueron sus pastores de mayor rango, mayorales y rabadanes. De este pueblo y de otros de la montaña de Riaño eran todos pastores, con las importantes repercusiones sociales y económicas que ello implicaba.
En el catastro del marqués de la Ensenada de 1752, once años antes de la creación de la cabaña de Rojas, había en Remolina un mayoral de merinas, Miguel Fernández, por lo que es posible que Bernardo de Rojas cuando adquirió la cabaña, se llevase junto con los ganados al mayoral y pastores, y que este Miguel Fernández, o bien su sucesor, fuese el primer mayoral de la cabaña de Rojas. El mayoral más antiguo de la cabaña de Rojas del que tenemos noticias es José Fernández Texerina (1759-1794), natural de Remolina, que murió a los 35 años. Es probable que le sucediera su tío Matías Fernández Álvarez. El siguiente mayoral del que tenemos noticia es José Fernández González –hijo de José Fernández Texerina–, que debía ser muy pequeño a la muerte de su padre, y que ganó el puesto posteriormente cuando logró retornar a España con los rebaños que habían sido requisados y trasladados a Francia unos años antes por el ejército francés durante la guerra de la independencia. A este le sucedió en el cargo su sobrino Francisco Fernández Rodríguez, El Rollo, (1820-1899), cargo que pasó posteriormente a su hijo menor Fernando Fernández Alvarado, siendo el último mayoral de la cabaña de Rojas Evelio Fernández, primo del anterior, que ejerció el cargo hasta que se deshizo la cabaña. Todos ellos eran de la misma familia y naturales de Remolina, salvo el último que era de Tejerina. Fueron mayorales adjuntos en los años en que fue propietaria la XII condesa de Bornos, Domingo Alvarado y su hijo Paciano Alvarado, ambos de Remolina.
En 1872 la cabaña contaba con 105 pastores, más el mayoral y otras cinco personas que se ocupaban del abastecimiento del pan en la ropería. En esta época la cabaña contaba con unas 20.000 reses, por lo que es de suponer que 40 años antes, cuando la cabaña pasaba de 45.000 reses el número de pastores superaría los dos centenares. Además la cabaña empleaba a varios guardas y a unas 180 personas en las cuadrillas del esquileo.

## Ganadería
Como ya se ha dicho, la cabaña constaba en su fundación de 20.000 cabezas. La cabaña se fue ampliando y mejorando con adquisiciones, de modo que sesenta años después de su fundación, en 1827, al unirse a la cabaña de San Juan o de Pizarro, que constaba de 16.000 cabezas, llegó a alcanzar las 46.000 reses y una producción anual de 10.000 arrobas de lana (115.000 kg.). 
En 1872, en el esquileo entraron 18.757 cabezas de ganado lanar, incluyendo las 3.097 crías de aquel año, distribuidas en 15 rebaños –uno de moruecos, doce de ovejas, uno de borros, y finalmente, uno de carneros de muerte, de cuatro años–, obteniéndose 3.173 arrobas de lana (36.495 kg.). Además, había que añadir 1.841 cabras, 241 yeguas, 61 potros, buen número de caballos hateros –los que se usaban para transportar los enseres de os pastores– y no menos de 60 perros mastines.
La cabaña de Rojas constaba de ganados de varias procedencias, si bien de un solo origen, por venir todos de los rebaños finos leoneses de merinas, excepto algunas merinas que fueron traídas de Sajonia para mejorar la cabaña real. La cabaña de San Juan o de Pizarro, que heredó de su padre Mª Asunción Belvis de Moncada era tenida en aquellos tiempos por ser de una lana tan fina, que, junto con otras pocas, fijaba la ley para dar valor a las lanas de las demás cabañas del reino de España.

## Pastos y otras ubicaciones de la cabaña

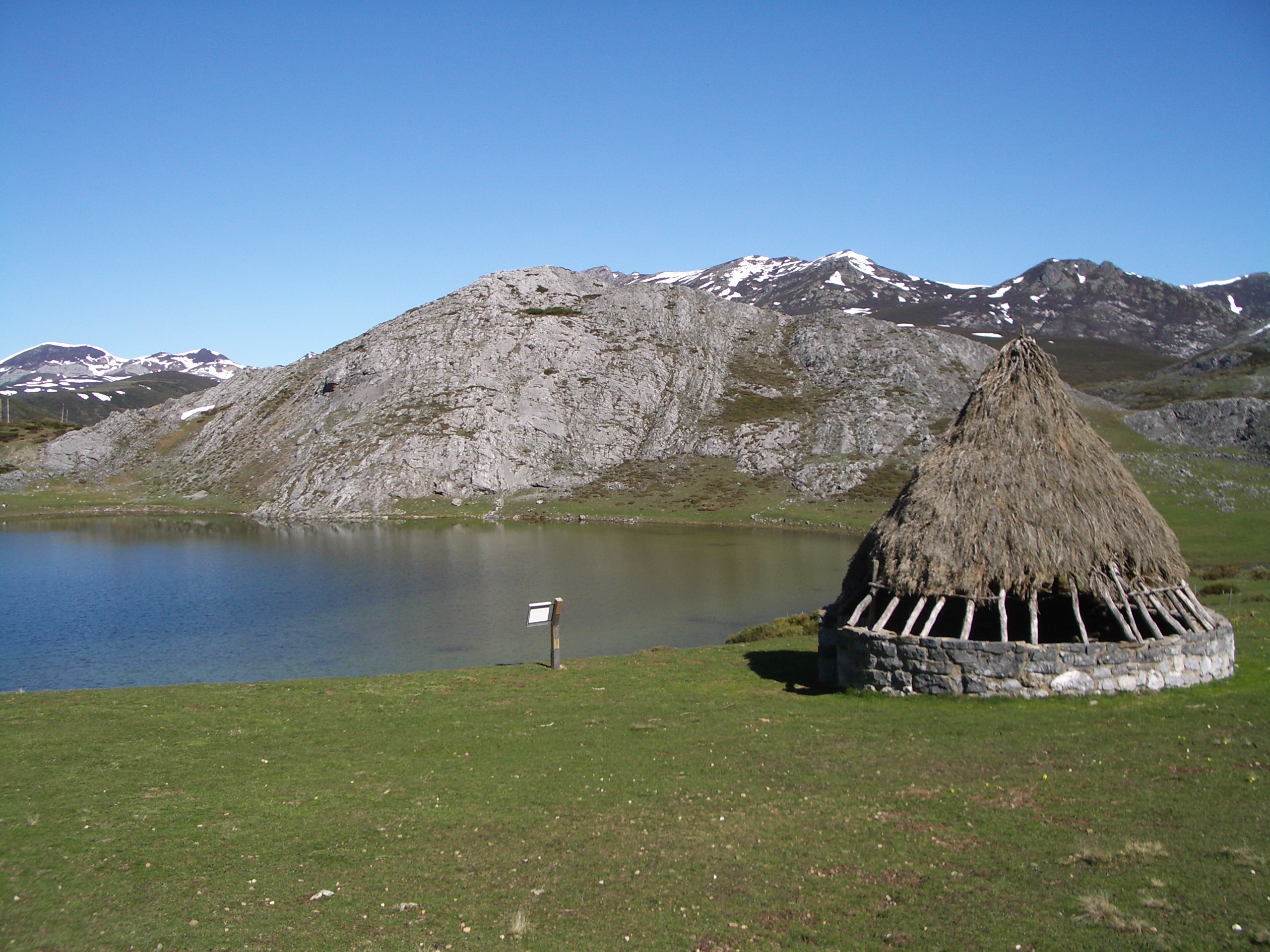
Chozo de pastores en la zona del puerto de San Isidro. Territorio de los rebaños de Rojas

Pastos de verano: Los pastos de verano de la cabaña de Rojas siempre estuvieron situados en la provincia de León y en el partido judicial de Riaño. Los pueblos de Remolina, Argovejo, Tejerina, Horcadas, Huelde, Lois y los del valle de Valdeburón eran los que arrendaban sus pastos para las merinas. En la segunda mitad del siglo XIX y principio del siglo XX, la condesa de Bornos era, además, propietaria del puerto de San Isidro y arrendaba puertos por toda la montaña de Riaño, desde Maraña a Llánaves, e incluso en Valdeón.
Invernada: En Extremadura, la cabaña de Rojas careció durante muchos años de pastos propios de invierno, invernando en dehesas arrendadas, siendo las del Valle de Alcudia, del Real Patrimonio, en el oeste de Ciudad Real, siempre las preferidas. Desde mediados del siglo XIX pasaron a alojarse en terrenos de la propiedad de los condes de Bornos, en las dehesas denominadas el Tomelloso y el Bodegón, situadas ambas en la provincia de Badajoz, la primera en el partido de Cabeza del Buey, y la segunda en el de la Puebla de Alcocer.

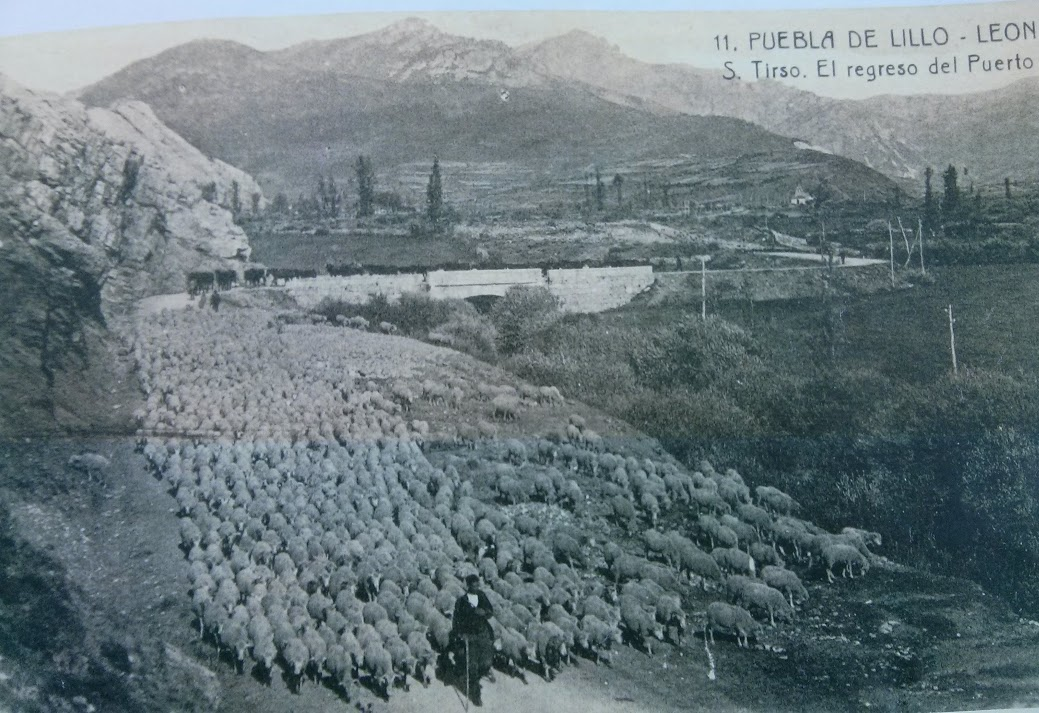
Merinas bajando del Puerto de San Isidro

Trashumancia: Seguía fundamentalmente la cañada real leonesa oriental. A partir de 1949 comenzaron a realizar parte del viaje en ferrocarril.
Ropería: La Cabaña de Rojas tuvo su ropería, de la cual todavía se conserva el edificio, en el pueblo de Retuerto (en la montaña de Riaño, cerca del puerto del Pontón). En Extremadura, en el Tomelloso estaba la casa de la Higuera, donde residía el mayoral y también estaba la ropería.
Esquileo: Tradicionalmente, durante los siglos XVIII y XIX, las ovejas de la cabaña eran esquiladas en Toledo por esquiladores segovianos. En el siglo XX el esquileo se realizaba en la casa de la Higuera en La Serena.
Venta de la lana: El punto de venta de la lana de la cabaña de Rojas fue el Lavadero de Rojas (Toledo). La dirección para hacer los pedidos era en 1878: D. Tomás Borge y Palomino, Contador de la Excma. Sra. Condesa de Bornos, calle Pez, número 18, Madrid.